# Cristian Cuevas
Pour les articles homonymes, voir Cuevas.
Cristian Cuevas, né le 2 avril 1995 à Rancagua, est un footballeur chilien qui évolue au poste de défenseur ou milieu gauche au CD Universidad Católica.

## Carrière

### Les débuts au Chili
Cuevas a commencé sa carrière à O'Higgins avec l'équipe de jeunes du club en tant que milieu de terrain, mais a été replacé en tant qu'arrière gauche. Il a fait irruption dans l'équipe première en mai 2011, a fait sa première apparition en championnat le 8 mai contre Colo-Colo.

### Chelsea
En novembre 2012, après un certain nombre de bonnes performances pour l'équipe chilienne des U20, Cuevas fit un essai avec le club de Londres qu'il réussit. Le transfert a été officiellement achevé le 23 juillet 2013 et il signa un contrat de 5 ans.

### Le prêt en Eredevise
Durant le mercato estival 2013, Cuevas est prêté au Vitesse Arnhem avec Christian Atsu, Lucas Piazon, Gaël Kakuta, Patrick van Aanholt et Sam Hutchinson pour y gagner du temps de jeu. En février 2014, il reste aux Pays-Bas en étant prêté au FC Eindhoven à cause du manque de temps de jeu.

### Le prêt au Chili
Durant le mercato estival 2014, il est prêté à l'Universidad Chile pour la saison.

## Statistiques
| Saison                | Club                        | Championnat           | Championnat | Championnat | Coupe(s) nationale(s) | Coupe(s) nationale(s) | Total | Total |
| Saison                | Club                        | Division              | M.          | B.          | M.                    | B.                    | M.    | B.    |
| 2011                  | Club Deportivo O'Higgins    | Primera División      | 1           | 0           | 4                     | 0                     | 5     | 0     |
| 2012                  | Club Deportivo O'Higgins    | Primera División      | 2           | 0           | 3                     | 0                     | 5     | 0     |
| 2013                  | Club Deportivo O'Higgins    | Primera División      | 6           | 0           | 0                     | 0                     | 6     | 0     |
| Sous-total            | Sous-total                  | Sous-total            | 9           | 0           | 7                     | 0                     | 16    | 0     |
| 2013-2014             | Vitesse Arnhem (prêt)       | Eredivisie            | 0           | 0           | 0                     | 0                     | 0     | 0     |
| 2014                  | FC Eindhoven (prêt)         | Jupiler League        | 13          | 1           | 2                     | 0                     | 15    | 1     |
| 2014-2015             | Universidad de Chile (prêt) | Primera División      | 4           | 0           | 2                     | 0                     | 6     | 0     |
| 2015-2016             | K Saint-Trond VV (prêt)     | Jupiler Pro League    | 28          | 1           | 1                     | 0                     | 29    | 1     |
| 2016-2017             | K Saint-Trond VV (prêt)     | Jupiler Pro League    | 15          | 0           | 1                     | 0                     | 16    | 0     |
| Total sur la carrière | Total sur la carrière       | Total sur la carrière | 69          | 2           | 13                    | 0                     | 82    | 2     |

## Avec la sélection
En 2013, il participe à la coupe du monde des moins de 20 ans en Turquie, il quittera l'aventure en quart de finale à la suite de la défaite contre le Ghana.